# Behruz Dżamszidi
Behruz Dżamszidi (pers. بهروز جمشيدی; ur. 23 sierpnia 1972) – irański zapaśnik w stylu klasycznym. Olimpijczyk z Aten 2004, gdzie zajął dziewiąte miejsce w kategorii 84 kg.
Dwukrotny uczestnik mistrzostw świata, szósty w 1998. Czwarty na igrzyskach azjatyckich w 1998. Zdobył brązowy medal mistrzostw Azji w 1995 i 1997. Drugi w Pucharze Świata w 1997 roku.